# Żywieckie Rozstaje

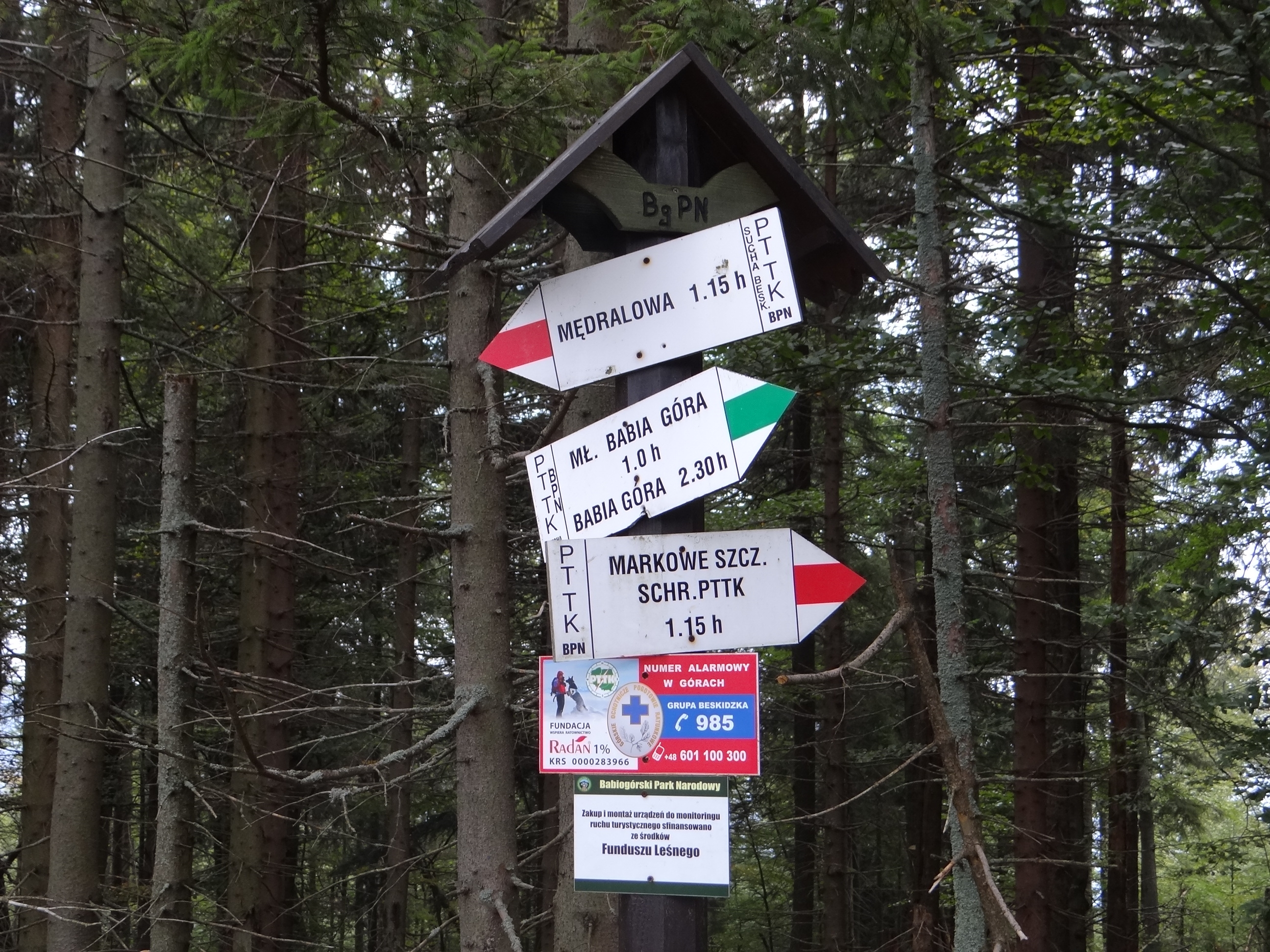
Tabliczki szlaków turystycznych na Żywieckich Rozstajach

Żywieckie Rozstaje – znajdujące się w lesie rozdroże szlaków turystycznych w Paśmie Babiogórskim w Beskidzie Żywieckim. Znajduje się na północno-zachodnim grzbiecie opadającym z zachodniego wierzchołka Cyla (zwanego też Małą Babią Górą) do Przełęczy Jałowieckiej Południowej. Grzbietem tym biegnie granica polsko-słowacka. Na Żywieckich Rozstajach krzyżują się dwa szlaki turystyczne: czerwony Główny Szlak Beskidzki i zielony, biegnący główną granią Pasma Babiogórskiego i zarazem granicą polsko-słowacką. Żywieckie Rozstaje dawniej nosiły nazwę Rozstajna Jodła. W tym miejscu rozgałęziały się szlaki polskiego Towarzystwa Tatrzańskiego i niemieckiego Beskidenverein. Turyści należący do powyższych organizacji od tego miejsca podróżowali osobnymi szlakami do przynależnych im schronisk na Markowych Szczawinach i schroniska Beskidenverein na Babiej Górze.
Żywieckie Rozstaje znajdują się w Babiogórskim Parku Narodowym, polska część w granicach wsi Zawoja w województwie małopolskim, w powiecie suskim, w gminie Zawoja.
Szlaki turystyczne
 Schronisko PTTK na Markowych Szczawinach – Klin – Zerwa Cylowa – Fickowe Rozstaje – Czarna Hala – Żywieckie Rozstaje. Czas przejścia 1 godz., ↓ 1 godz.
 Przełęcz Jałowiecka Północna – Jałowcowy Garb – Przełęcz Jałowiecka Południowa – Żywieckie Rozstaje – Cyl – Niższy Cyl – Brona – Diablak.
- czas przejścia z Żywieckich Rozstajów na Babią Górę: 3 godz., ↓ 2:15 godz.
- czas przejścia z Żywieckich Rozstajów na Przełęcz Jałowiecką Północną: 20 min, ↓ 20 min